# Stikkaåsen
Stikkaåsen är en tidigare tätort i Sarpsborgs kommun, Østfold fylke i Norge. Tätorten hade 209 i invånarantal den 1 januari 2022. 